# Powszechna Kasa Oszczędności Bank Polski
Powszechna Kasa Oszczędności Bank Polski Spółka Akcyjna, conosciuta anche come PKO Bank Polski, in breve PKO BP o semplicemente PKO, è una multinazionale di servizi bancari e finanziari con sede a Varsavia, Polonia. È una delle principali istituzioni finanziarie in Polonia e nell'Europa centro-orientale.
PKO BP fornisce servizi a clienti individuali e commerciali, con un focus sul commercio al dettaglio in Polonia. Nel 2018 aveva 1.145 filiali in Polonia e all'estero e una capitalizzazione di mercato di 52 miliardi di złoty polacchi, pari a 13,8 miliardi di dollari statunitensi.

## Storia

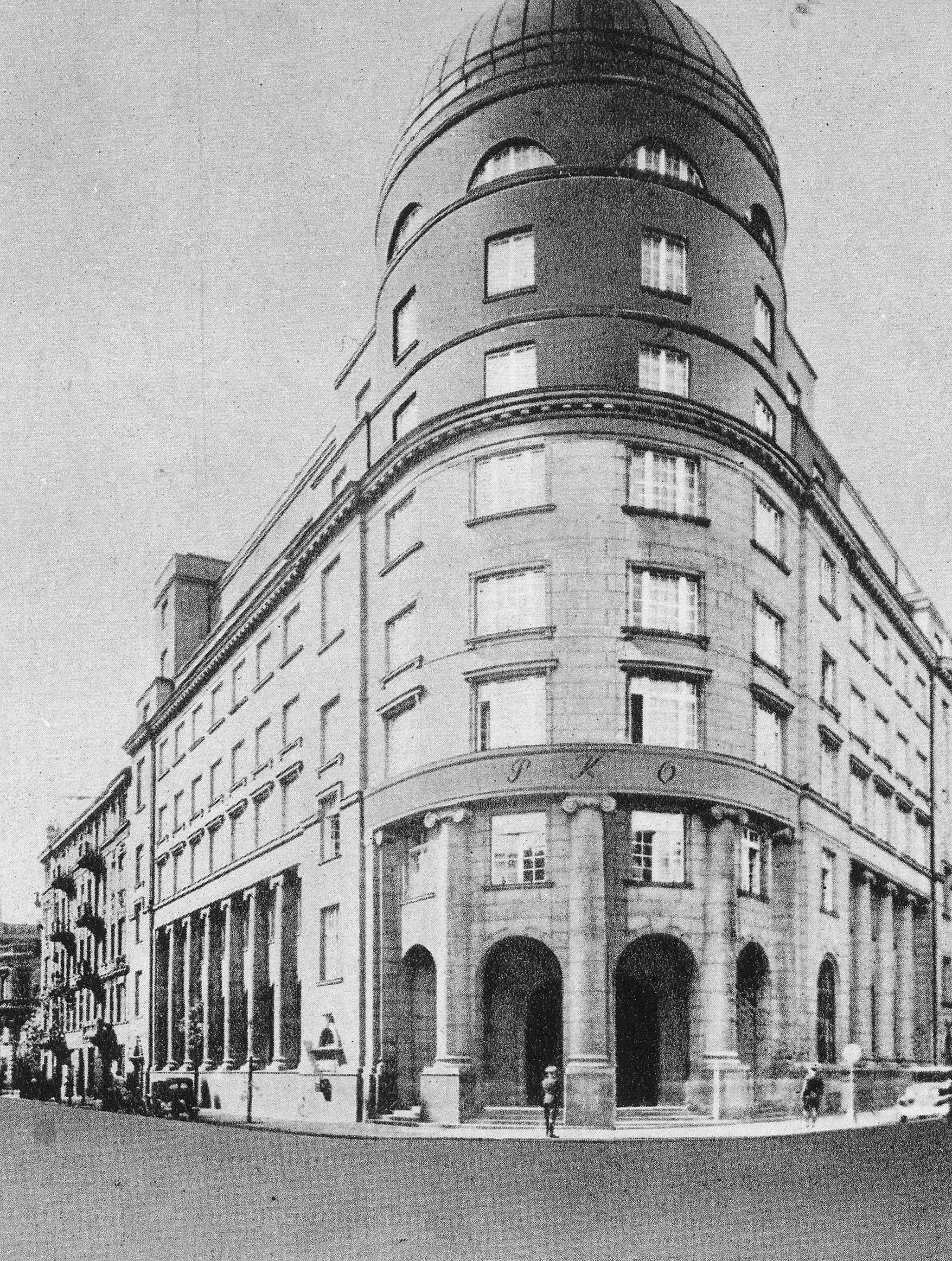
La sede principale di PKO a Varsavia negli anni '30.

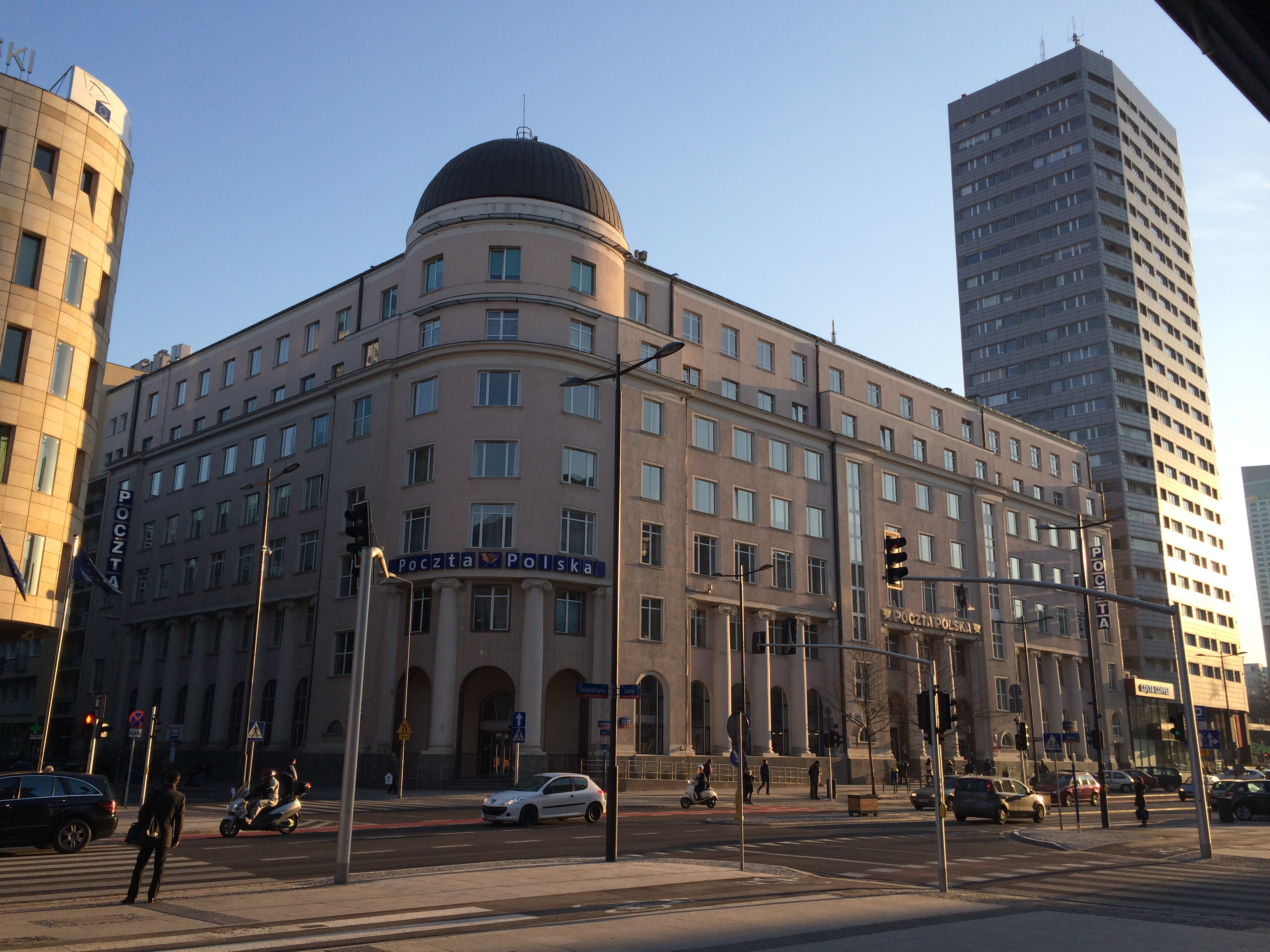
Lo stesso edificio nel 2015 usato dalla Poczta Polska.

Il 7 febbraio 1919, per ordine del Capo dello Stato Józef Piłsudski, venne creata la Banca di Risparmio Postale. Il 28 dicembre dello stesso anno, fu nominato il suo primo direttore, Hubert Linde. Per molti anni, durante la Seconda Repubblica Polacca, Henryk Gruber fu il presidente della PKO. Con il tempo, venne istituita una sede centrale della banca a Varsavia, con sede in via Świętokrzyska e le prime filiali locali, a Cracovia, Łódź, Poznań e Katowice in territorio polacco e a Leopoli in Ucraina. Dal 1920, la banca ebbe la personalità giuridica di un'istituzione statale.

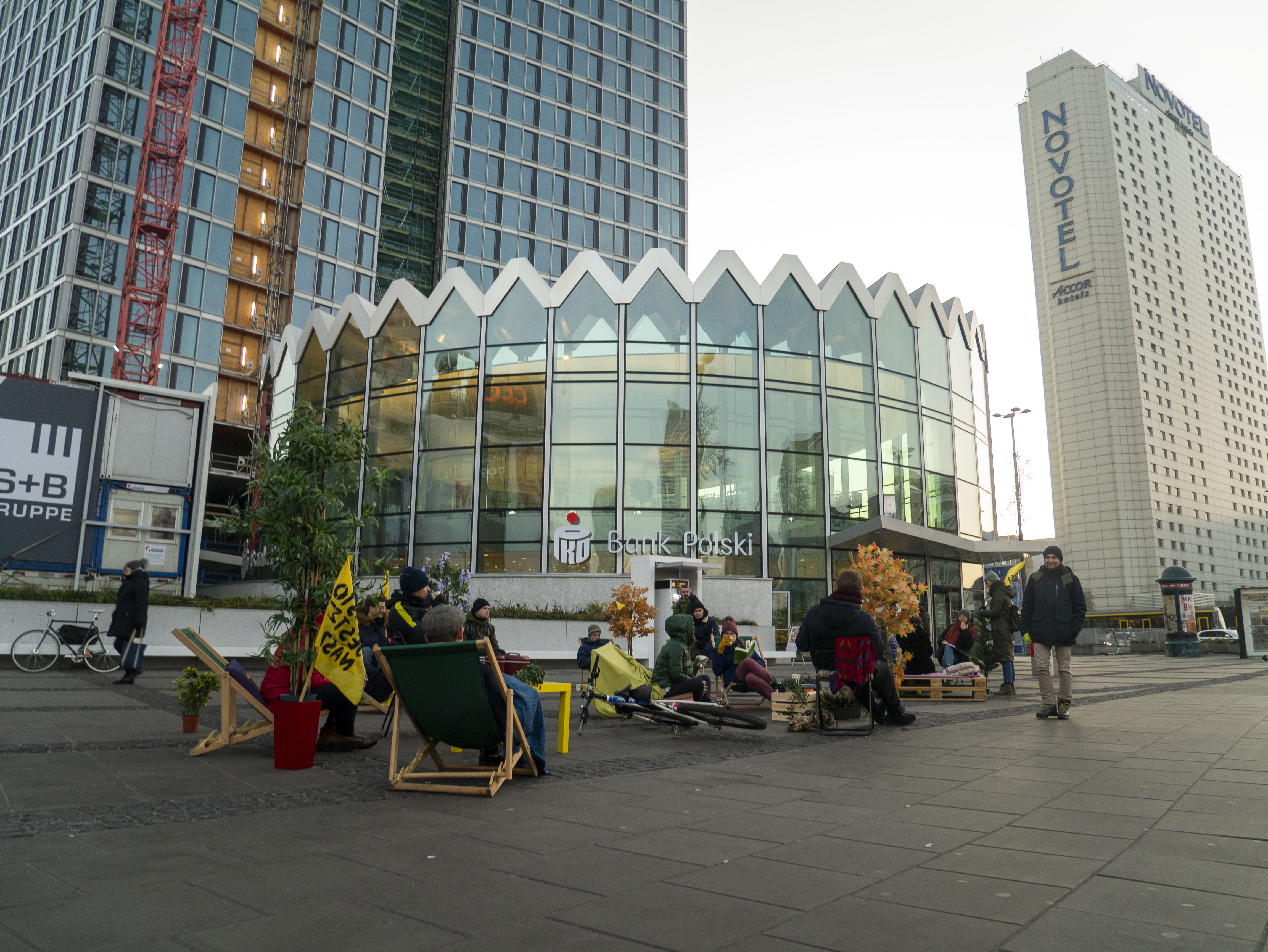
La PKO Rotunda a Varsavia.

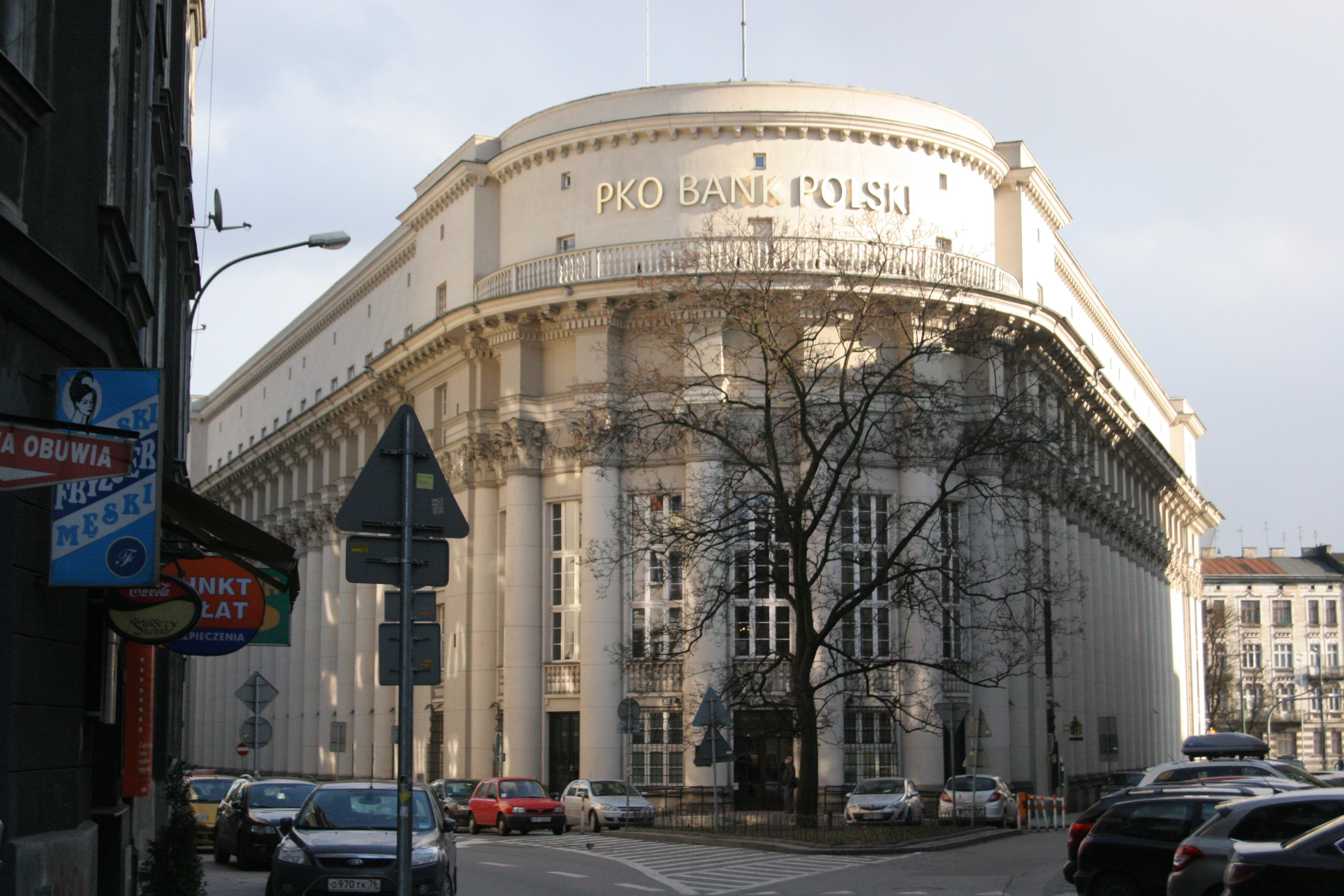
La sede di PKO BP a Cracovia.

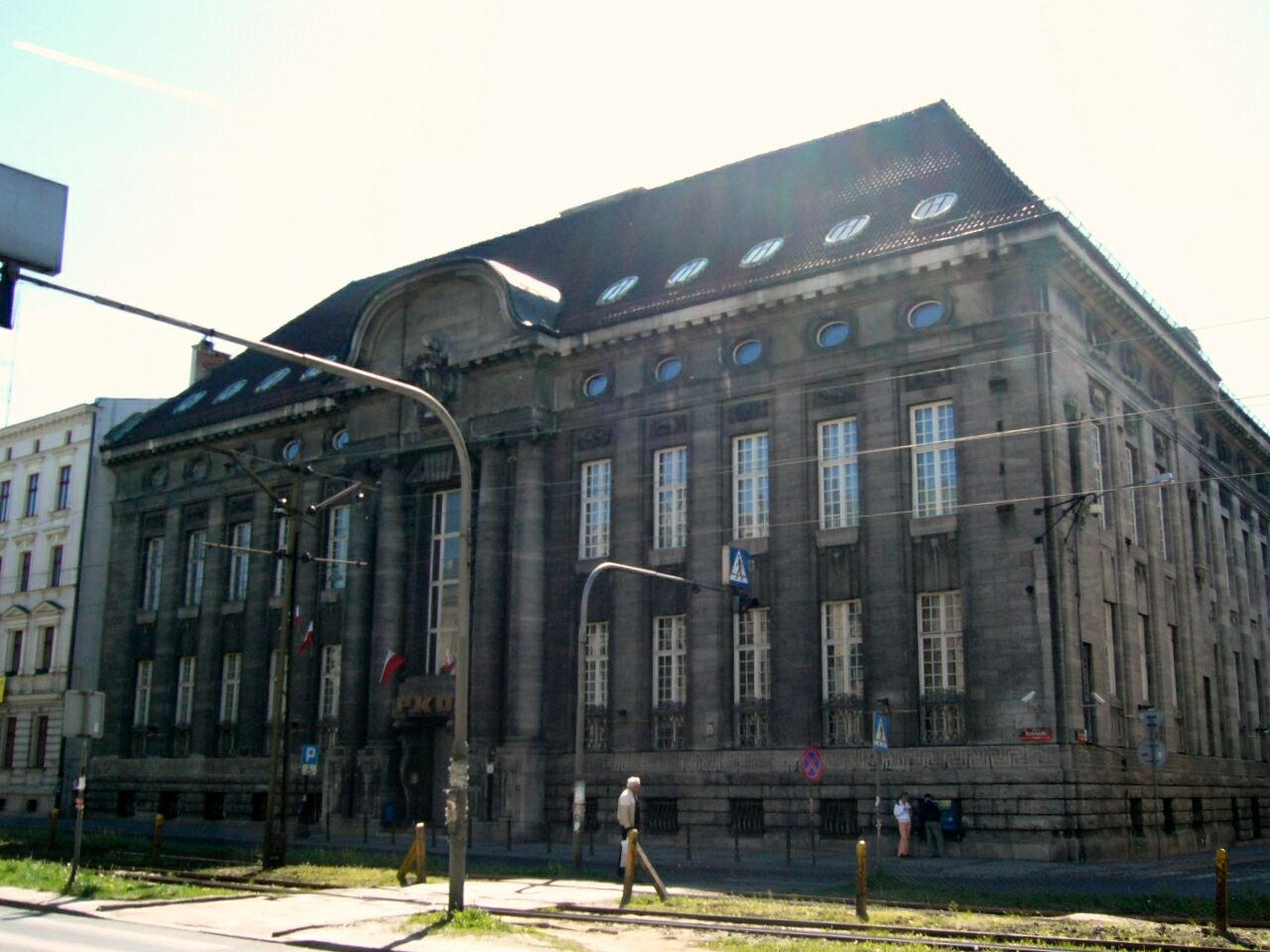
La filiale di PKO BP a Łódź.

Durante l'occupazione tedesca della Polonia, nel corso della seconda guerra mondiale, la Bank Polski operò sotto la gestione della Germania.
Nel 1945 fu ripresa l'attività di tesoreria. Il 1º gennaio 1950, la Cassa di Risparmio Postale fu liquidata e le sue agenzie furono rilevate dalla Powszechna Kasa Oszczędności (Banca Generale di Risparmio). Nel 1974, l'offerta della PKO si arricchì di un fondo di risparmio e di liquidazione per le persone fisiche (comunemente noto come ROR).
Dal 1975 al 1987, le filiali della PKO hanno operato all'interno delle strutture della Banca Nazionale di Polonia, mantenendo la propria identità. Il 1º novembre 1987, la PKO Bank Polski tornò a essere una banca indipendente, nell'ambito delle riforme economiche attuate dal governo comunista polacco nei suoi ultimi anni di vita.
Il 2 febbraio 2024, la banca ha licenziato otto degli undici membri del consiglio di sorveglianza. Cinque giorni dopo, il 7 febbraio 2024, l'amministratore delegato della banca Darius Szwed ha rassegnato le dimissioni, lasciando la banca la settimana successiva. Il 15 febbraio Szymon Midera è stato nominato amministratore delegato della banca.

## Operatività
Al 2020, PKO Bank Polski impiega circa 25.800 persone e, stando ai dati del 2023, ha un utile netto di oltre 5 miliardi di złote (più di 1,2 miliardi di euro). La banca si è classificata al 609° posto nella classifica Forbes Global 2000 per l'anno 2024. 

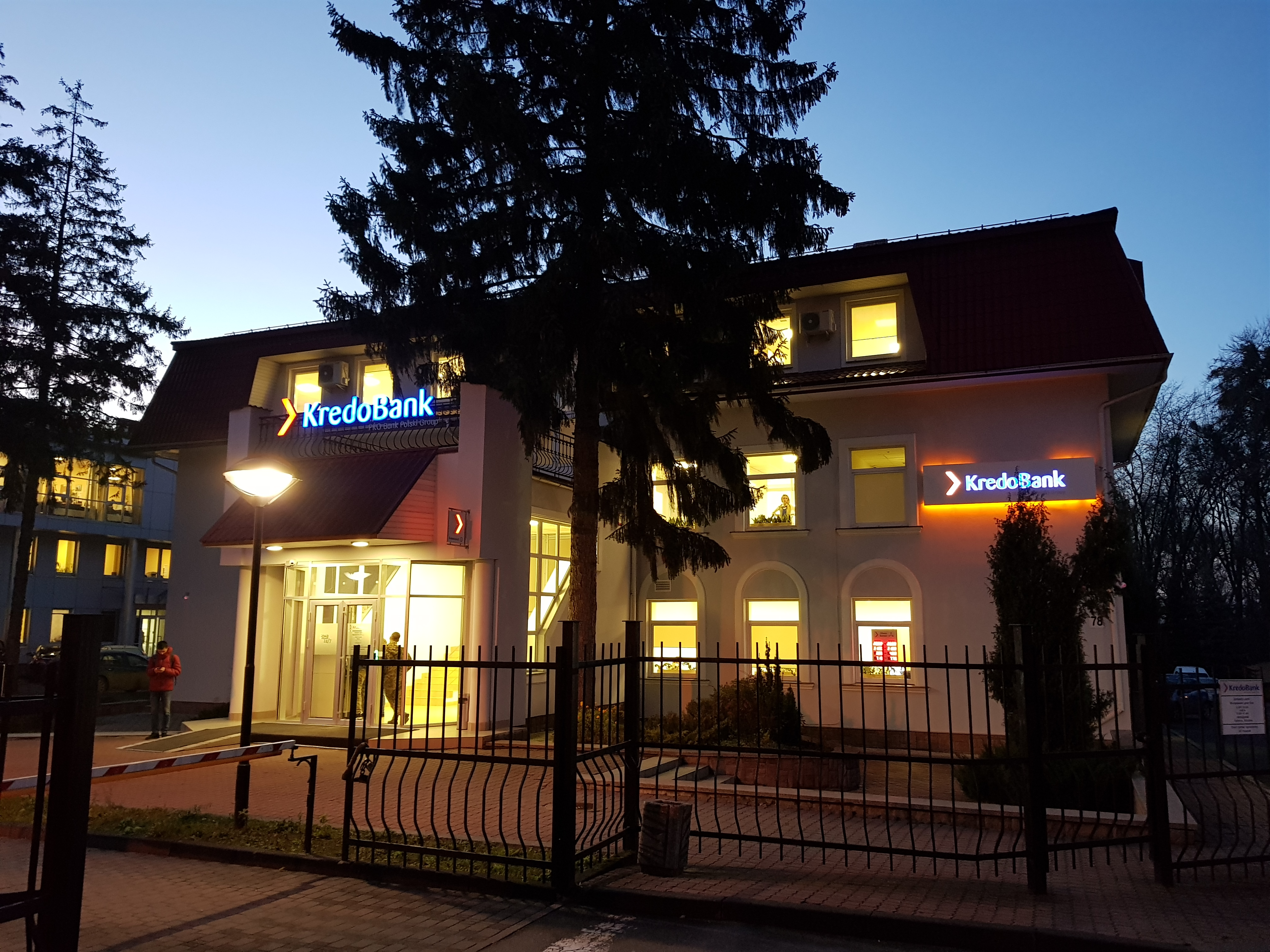
La sede principale di KredoBank, sussidiaria di PKO BP, a Leopoli.

La banca è presente anche al di fuori della Polonia, in particolare in Ucraina dopo l'acquisizione di KredoBank (Кредобанк).
Grazie alle sue dimensioni e alla sua posizione di prima banca, PKO Bank Polski è uno dei marchi meglio riconosciuti e di maggior valore in Polonia. Gli specialisti della rivista The Banker hanno stimato il valore del marchio della banca a 1 miliardo di dollari e nella classifica sui brand polacchi stilata da Rzeczpospolita nel 2010, il suo valore è stato fissato a 3,6 miliardi di złote. Nell'edizione 2011 della classifica “The BrandFinance® Banking 500” stilata dalla società britannica Brand Finance, che include i marchi bancari di maggior valore al mondo, il marchio PKO Bank Polski è stato valutato a 1,480 miliardi di dollari. Ciò conferisce alla PKO Bank Polski il 1º posto in Polonia e nell'Europa centrale e orientale e il 114º posto al mondo.

## Proprietà
PKO Bank Polski è quotata alla Borsa di Varsavia. Al terzo trimestre del 2020, lo Stato detiene direttamente e indirettamente il 31,39% delle azioni (il 29,43% appartiene al Tesoro di Stato della Polonia e l'1,96% alla Bank Gospodarstwa Krajowego, di proprietà statale).

## PKO BP Group
PKO Bank Polski è la capogruppo del PKO BP Group. Oltre ad essa, la struttura del gruppo comprende società controllate al 100% e a maggioranza e società collegate. Queste perseguono i propri obiettivi commerciali, sostenendo al contempo gli obiettivi di vendita della banca e agendo come suoi fornitori di servizi. Le società controllate integrano inoltre l'offerta di PKO con servizi quali il leasing, il regolamento delle transazioni con carte elettroniche, il factoring e la gestione di fondi di investimento.
Società del PKO BP Group - Controllate dirette:
- PKO Towarzystwo Funduszy Inwestycyjnych SA (gestione di fondi di investimento, Varsavia)
- PKO BP Bankowy Powszechne Towarzystwo Emerytalne SA (gestione fondi pensione, Varsavia)
- PKO Leasing SA (servizi di leasing, Łódź)
- PJSC KredoBank (servizi finanziari, Leopoli, Ucraina)
- Inter-Risk Ukraina Sp. z o.o. (servizi di recupero crediti, Kiev, Ucraina)
- Finansowa Kompania “Prywatne Inwestycje” Sp. z o.o. (factoring, Kiev, Ucraina)
- PKO Życie Towarzystwo Ubezpieczeń SA (servizi assicurativi, Varsavia)
- PKO Finance AB (servizi finanziari, Stoccolma, Svezia)
- Bankowe Towarzystwo Kapitałowe SA (servizi, Varsavia)
- PKO BP Finat Sp. z o.o. (servizi finanziari intermediari, Varsavia)
- Qualia Development Sp. z o.o. 3 (sviluppo immobiliare, Varsavia)
- Centrum Haffnera Sp. z o.o. (società di gestione immobiliare, Sopot)
- Merkury - fiz an (società investitrice dei fondi raccolti dai partecipanti, Varsavia)

## Sponsorizzazioni
Dal 2019, PKO Bank Polski è il title sponsor della massima divisione del campionato polacco di calcio, l'Ekstraklasa.

## Presidenti
| Anni                              | Presidenti              |
| --------------------------------- | ----------------------- |
| 1950-1952                         | Józef Gitler-Barski     |
| 1952-1 luglio 1953                | Jan Drohojowski         |
| 1953-31 luglio 1955               | Czesław Liżewski        |
| 1 agosto 1955-30 giugno 1975      | Edward Walaszczyk       |
| 12 aprile 1988-17 maggio 1991     | Marian Krzak            |
| 17 maggio 1991-7 febbraio 1994    | Stanisław Pietrasiewicz |
| 14 aprile 1994-8 dicembre 1999    | Andrzej Topiński        |
| 12 aprile 2000-20 maggio 2002     | Henryka Pieronkiewicz   |
| 20 maggio 2002-29 settembre 2006  | Andrzej Podsiadło       |
| 29 settembre 2006-10 gennaio 2007 | Sławomir Skrzypek       |
| 10 gennaio 2007-11 aprile 2007    | Marek Głuchowski        |
| 11 aprile 2007-20 maggio 2008     | Rafał Juszczak          |
| 20 maggio 2008-7 luglio 2009      | Jerzy Pruski            |
| 1 ottobre 2009-7 giugno 2021      | Zbigniew Jagiełło       |
| 8 giugno 2021-22 ottobre 2021     | Jan Emeryk Rościszewski |
| 23 ottobre 2021-9 agosto 2022     | Iwona Duda              |
| 10 agosto 2022-12 aprile 2023     | Paweł Gruza             |
| 13 aprile 2023-14 febbraio 2024   | Dariusz Szwed           |
| 15 febbraio 2024-presente         | Szymon Midera           |